# Tokmac Nguen
Tokmac Chol Nguen (Kakuma, 20 ottobre 1993) è un calciatore keniano naturalizzato norvegese, centrocampista del Djurgården.

## Carriera

### Club
A livello giovanile, Nguen ha giocato con le maglie di Skiold e Drammen, prima di passare allo Strømsgodset. Ha esordito in Eliteserien in data 28 agosto 2011, subentrando a Muhamed Keita nel pareggio per 1-1 maturato sul campo del Fredrikstad. Ha fatto parte della squadra che si è aggiudicata il campionato 2013.
Il 6 agosto 2014, Nguen è passato al Bærum con la formula del prestito. Il 10 agosto ha pertanto debuttato con questa maglia, in 1. divisjon, sostituendo Eirik Kosi Nervold e trovando una rete nella vittoria per 0-4 sul campo dell'Hødd.
Ha fatto poi ritorno allo Strømsgodset per fine prestito. Il 10 agosto 2015 è stato ceduto con la medesima formula al Mjøndalen, formazione di Eliteserien. Il 16 agosto ha giocato il primo incontro con questa casacca, schierato titolare nella vittoria casalinga per 2-1 sull'Haugesund. Il 18 ottobre ha realizzato il primo gol, nella sconfitta per 3-1 patita sul campo del Molde. Il Mjøndalen è retrocesso al termine di quella stessa stagione.
Tornato allo Strømsgodset, è stato impiegato con maggiore regolarità. Il 1º maggio 2016 ha realizzato la prima rete in campionato con questa squadra, nel pareggio per 2-2 in casa dello Start.
Il 28 gennaio 2019 è stato ceduto a titolo definitivo agli ungheresi del Ferencváros.

### Nazionale
Dopo aver giocato con le nazionali giovanili norvegesi Under-18 ed Under-19, nel 2021 ha esordito in nazionale maggiore.

## Statistiche

### Presenze e reti nei club
Statistiche aggiornate al 4 aprile 2025.
| Stagione            | Club                | Campionato          | Campionato | Campionato | Coppe nazionali | Coppe nazionali | Coppe nazionali | Coppe continentali | Coppe continentali | Coppe continentali | Supercoppe | Supercoppe | Supercoppe | Totale | Totale |
| Stagione            | Club                | Comp                | Pres       | Reti       | Comp            | Pres            | Reti            | Comp               | Pres               | Reti               | Comp       | Pres       | Reti       | Pres   | Reti   |
| ------------------- | ------------------- | ------------------- | ---------- | ---------- | --------------- | --------------- | --------------- | ------------------ | ------------------ | ------------------ | ---------- | ---------- | ---------- | ------ | ------ |
| 2011                | Strømsgodset        | ES                  | 1          | 0          | CN              | 0               | 0               | UEL                | 0                  | 0                  | -          | -          | -          | 1      | 0      |
| 2012                | Strømsgodset        | ES                  | 1          | 0          | CN              | 0               | 0               | -                  | -                  | -                  | -          | -          | -          | 1      | 0      |
| 2013                | Strømsgodset        | ES                  | 2          | 0          | CN              | 0               | 0               | UEL                | 0                  | 0                  | -          | -          | -          | 2      | 0      |
| gen.-ago. 2014      | Strømsgodset        | ES                  | 3          | 0          | CN              | 1               | 0               | UCL                | 0                  | 0                  | -          | -          | -          | 4      | 0      |
| ago.-dic. 2014      | Bærum               | 1D                  | 11+2       | 2+0        | CN              | -               | -               | -                  | -                  | -                  | -          | -          | -          | 13     | 2      |
| gen.-ago. 2015      | Strømsgodset        | ES                  | 1          | 0          | CN              | 1               | 0               | UEL                | 0                  | 0                  | -          | -          | -          | 2      | 0      |
| ago.-dic. 2015      | Mjøndalen           | ES                  | 6          | 2          | CN              | -               | -               | -                  | -                  | -                  | -          | -          | -          | 6      | 2      |
| 2016                | Strømsgodset        | ES                  | 14         | 3          | CN              | 4               | 3               | UEL                | 0                  | 0                  | -          | -          | -          | 18     | 6      |
| 2017                | Strømsgodset        | ES                  | 28         | 6          | CN              | 2               | 0               | -                  | -                  | -                  | -          | -          | -          | 30     | 6      |
| 2018                | Strømsgodset        | ES                  | 28         | 7          | CN              | 5               | 0               | -                  | -                  | -                  | -          | -          | -          | 33     | 7      |
| Totale Strømsgodset | Totale Strømsgodset | Totale Strømsgodset | 78         | 16         |                 | 13              | 3               |                    | 0                  | 0                  |            | -          | -          | 91     | 19     |
| gen.-giu. 2019      | Ferencváros         | NB1                 | 12         | 4          | CU              | 2               | 0               | UEL                | -                  | -                  | -          | -          | -          | 14     | 4      |
| 2019-2020           | Ferencváros         | NB1                 | 30         | 8          | CU              | 0               | 0               | UCL+UEL            | 6+8                | 3+1                | -          | -          | -          | 44     | 12     |
| 2020-2021           | Ferencváros         | NB1                 | 32         | 11         | CU              | 2               | 0               | UCL                | 11                 | 4                  | -          | -          | -          | 45     | 15     |
| 2021-2022           | Ferencváros         | NB1                 | 28         | 9          | CU              | 3               | 1               | UCL+UEL            | 6+6                | 2+0                | -          | -          | -          | 43     | 12     |
| 2022-2023           | Ferencváros         | NB1                 | 20         | 1          | CU              | 0               | 0               | UCL+UEL            | 6+8                | 0+2                | -          | -          | -          | 34     | 3      |
| 2023-mar. 2024      | Ferencváros         | NB1                 | 7          | 1          | CU              | 1               | 0               | UECL               | 4                  | 0                  | -          | -          | -          | 12     | 1      |
| Totale Ferencváros  | Totale Ferencváros  | Totale Ferencváros  | 129        | 34         |                 | 8               | 1               |                    | 55                 | 12                 |            | -          | -          | 192    | 47     |
| 2024                | Djurgården          | A                   | 22         | 6          | SC+SC           | 0+3             | 0+1             | UECL               | 11                 | 4                  | -          | -          | -          | 36     | 11     |
| 2025                | Djurgården          | A                   | 2          | 0          | SC+SC           | 0+0             | 0+0             | UECL+              | 0                  | 0                  | -          | -          | -          | 2      | 0      |
| Totale Djurgardens  | Totale Djurgardens  | Totale Djurgardens  | 24         | 6          |                 | 3               | 1               |                    | 11                 | 4                  |            | -          | -          | 38     | 11     |
| Totale              | Totale              | Totale              | 250        | 60         |                 | 24              | 5               |                    | 66                 | 16                 |            | -          | -          | 340    | 81     |

### Cronologia presenze e reti in nazionale
| Cronologia completa delle presenze e delle reti in nazionale ― Norvegia | Cronologia completa delle presenze e delle reti in nazionale ― Norvegia | Cronologia completa delle presenze e delle reti in nazionale ― Norvegia | Cronologia completa delle presenze e delle reti in nazionale ― Norvegia | Cronologia completa delle presenze e delle reti in nazionale ― Norvegia | Cronologia completa delle presenze e delle reti in nazionale ― Norvegia | Cronologia completa delle presenze e delle reti in nazionale ― Norvegia | Cronologia completa delle presenze e delle reti in nazionale ― Norvegia |
| Data                                                                    | Città                                                                   | In casa                                                                 | Risultato                                                               | Ospiti                                                                  | Competizione                                                            | Reti                                                                    | Note                                                                    |
| ----------------------------------------------------------------------- | ----------------------------------------------------------------------- | ----------------------------------------------------------------------- | ----------------------------------------------------------------------- | ----------------------------------------------------------------------- | ----------------------------------------------------------------------- | ----------------------------------------------------------------------- | ----------------------------------------------------------------------- |
| 24-3-2021                                                               | Gibilterra                                                              | Gibilterra                                                              | 0 – 3                                                                   | Norvegia                                                                | Qual. Mondiali 2022                                                     | -                                                                       | 62’                                                                     |
| Totale                                                                  |                                                                         | Presenze                                                                | 1                                                                       |                                                                         | Reti                                                                    | 0                                                                       |                                                                         |

## Palmarès

### Club

#### Competizioni nazionali
- Campionato norvegese: 1

Strømsgodset: 2013
- Campionato ungherese: 6

Ferencváros: 2018-2019, 2019-2020, 2020-2021, 2021-2022, 2022-2023, 2023-2024
- Coppa d'Ungheria: 1

Ferencváros: 2021-2022

### Individuale
- Squadra della stagione della UEFA Conference League: 1

2024-2025